# Pantee Rawa
Pantee Rawa is een bestuurslaag in het regentschap Aceh Besar van de provincie Atjeh, Indonesië. Pantee Rawa telt 84 inwoners (volkstelling 2010).